# Navailles-Angos
Navailles-Angos is een gemeente in het Franse departement Pyrénées-Atlantiques (regio Nouvelle-Aquitaine). De plaats maakt deel uit van het arrondissement Pau. Navailles-Angos telde op 1 januari 2022 1.547 inwoners.

## Geografie
De oppervlakte van Navailles-Angos bedroeg op 1 januari 2022 14,22 vierkante kilometer; de bevolkingsdichtheid was toen 108,8 inwoners per km².

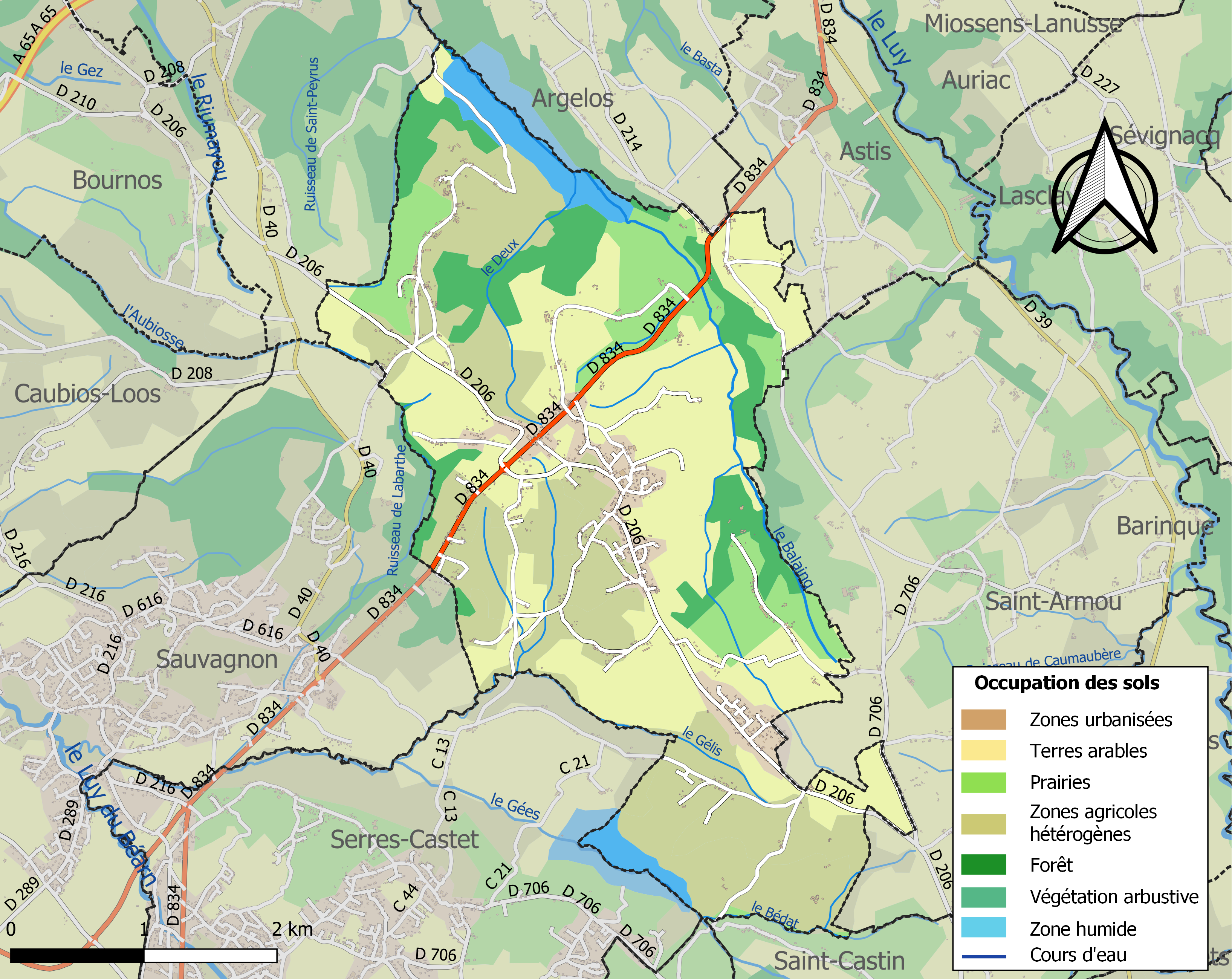
Kaart van de gemeente met belangrijkste infrastructuur, bodemgebruik en omliggende gemeenten

## Demografie
Onderstaande figuur toont het verloop van het inwonertal (bron: INSEE-tellingen).